# Mittelhausbergen
Mittelhausbergen település Franciaországban, Bas-Rhin megyében. Lakosainak száma 2075 fő (2022. január 1.). Mittelhausbergen Niederhausbergen, Oberhausbergen, Griesheim-sur-Souffel és Schiltigheim községekkel határos.

## Népesség
A település népességének változása:
| Lakosok száma | 1836 | 1912 | 1969 | 1984 | 2035 | 2086 | 2107 | 2094 | 2075 |
|               | 2013 | 2015 | 2016 | 2017 | 2018 | 2019 | 2020 | 2021 | 2022 |